# Нтаре V
Нтаре V (рунди и фр. Ntare V), до коронации — принц Шарль Ндизейе (рунди и фр. Charles Ndizeye; 2 декабря 1947 — 29 апреля 1972) — последний король (Мвами) Бурунди на протяжении нескольких месяцев (8 июля − 28 ноября 1966 г.).
После попытки государственного переворота под руководством хуту в октябре 1965 года его отец Мвамбутса IV отправился в изгнание в Швейцарию. В марте 1966 года Мвамбуста IV назначил своего единственного выжившего сына наследником престола (старший сын Луи Рвагасоре был убит 13 октября 1961 г.).
В июле 1966 года наследный принц, при активной поддержке Мишеля Мичомберо, в результате государственного переворота сверг своего отца и стал новым королем под именем Нтаре V. Сам король Нтаре V был свергнут в том же году в результате военного переворота во главе с Мичомберо; бывший король отправился в изгнание в Западную Германию, а затем в Уганду.
Принц Шарль Ндизейе заявил, что его отец может вернуться в страну, когда захочет, а до его возвращения все официальные документы будет подписывать он, в качестве принца. В области внешней политики новый глава правительства Мишель Мичомберо считался сторонником умеренного курса, подтвердив желание Бурунди не присоединяться «ни к коммунистам, ни к капиталистам». Положив конец одному из старейших правлений африканского монарха, Шарль Ндизейе поставил под сомнение сам принцип монархии в Бурунди.
Недовольство «средних слоев» — служащих, офицерства, интеллигенции — властью традиционной аристократии, выразителем которой был король Нтаре V, закончилось упразднением монархии и победой военных. 

## Биография
Сын вождя и первого главы независимого государства Бурунди Мвамбутсы IV. Получил образование в Швейцарии. Окончил частную школу Institut Le Rosey.

### Дворцовый переворот и воцарение Нтаре V
24 марта 1966 года бежавший из страны, в которой набирали силу этнические конфликты между хуту и тутси, король Мвамбутса заявил о передаче полномочий сыну, а 8 июля того же года был свергнут официально, а принц Ндизейе был объявлен королём под именем Нтаре V, церемония коронации которого состоялась 1 сентября в Мурамвья . Заключительная церемония коронации была намечена на 27 декабря .
Нтаре V сформировал новый кабинет, который принял многочисленные меры по реорганизации: сокращение министерских зарплат, освобождение домов, которые, по-видимому, были заняты бывшими политическими деятелями, сокращение миссии за границей и т.д..
После прихода к власти Нтаре V первым делом сместил правительство своего отца, уволив премьер-министра Леопольда Биа и приостановив действие Конституции.
Королевским указом, опубликованным через несколько дней после его возвращения в Бужумбуру, он был наделен полномочиями по цензуре действий правительства. Во время экскурсии по провинциям королевства Нтаре V смог лично увидеть глубоко укоренившиеся монархические принципы на уровне крестьянских масс и желание населения увидеть конец бесплодным играм «столичных политиков».

### Переворот Мичомберо и свержение монархии (ноябрь 1966 г.)
Однако уже 28 ноября, в отсутствие молодого короля, находившегося в это время в Киншасе на праздновании первой годовщины прихода к власти генерала Мобуту, в Бурунди произошёл военный переворот, руководитель которого премьер-министр Мишель Мичомберо (пришедший к власти в результате предыдущего переворота в пользу Нтаре V) объявил о ликвидации монархии и занял пост президента Республики Бурунди.
С течением времени, конфликт между молодым королём и амбициозным премьер-министром назревало противостояние. Нтаре V хотел не только царствовать, но и править. Мвами стремился избавиться от Мичомберо, которого он открыто обвинял в некомпетентности и злоупотреблении властью. Однако, инициативу на себя в данном противоборстве взял капитан Мичомберо. Со своей стороны Мичомберо обвинил нового короля в неспособности выполнять свои обязанности. Он также обвинил молодого, аристократического правителя в том, что он находится под чрезмерным влиянием своего отца.
После военного переворота Мичомберо, был созван национальный комитет революции, состоявший из тринадцати офицеров национальной армии Бурунди, которая должна была руководить не менее двух месяцев до образования нового министерства. В частности, комитет отвечал за разработку новой Конституции. Результатом переворота Мичомберо стало доминирование тутси в «УПРОНА» и вооруженных силах Бурунди.
Нтаре V был убежден, что Китай сыграл ключевую роль в его свержении.
Дипломатические отношения Бурунди и Китай установили в декабре 1963 г. Однако, Бурунди разорвал дипломатические отношения с Пекином по довольно сомнительным причинам: убийство премьер-министра Пьера Нгендандумве 15 января 1965 г. 31 января Пекин выразил «серьезный протест» против действий правительства Бурунди по приостановке дипломатических отношений с коммунистическим Китаем. Затем, в августе 1965 года, чиновник из Тайваня посетил Бурунди, и позже было заявлено, что бурундийский монарх положительно смотрит на вопрос открытия в стране посольства Тайваня.
В Бурунди китайские коммунисты преследовали двоякую цель: поддержать партизан Заира и свергнуть анти-пекинское республиканское правительство в Руанде, используя тысячи партизан тутси, которые жили в качестве беженцев в Бурунди. Пекин активно использовал свои большой «дипломатический» персонал для обучения, вооружения и финансирования мятежников из соседнего Конго (позднее Заир).
Интерес Пекина к Бурунди и Руанде в 1960-х годах последовал за его неудачной попыткой закрепиться в соседнем Конго (Леопольдвиль). Конечная заинтересованность Китая в Конго, основанная на его стратегическом значении, по-видимому, привела Пекин к вмешательству во внутреннюю политику Руанды и Бурунди, с тем чтобы сделать их, как назвал их Мао Цзэдун «ступенькой» в Конго. В Бурунди китайцы, возможно, надеялись повлиять на зависимость правительства от КНР и таким образом поддерживали режим тутси (меньшинства) против более многочисленного хуту. Пекин также выступил против правительства хуту в Руанде, в 1962 году свергнувшая монархию тутси, и которое враждебно относилось к китайцам.
В 1965 году после поддержки со стороны Китая беженцев-тутси, покинувших Руанду и обосновавшихся в Бурунди, правительство руандийских хуту разорвало дипломатические отношения с КНР. В Бурунди в том же году Пекин был замешан в убийстве лидера хуту, которого король Мвамбутса IV попросил сформировать новое правительство, заменившее про-китайский режим тутси. В результате король закрыл китайское посольство. Во время конголезской гражданской войны китайцы при попустительстве Танзании — контрабандой переправляли оружие через Бурунди к коммунистическим мятежникам в Конго.

### Период эмиграции и возвращение в Бурунди
Король Нтаре V покинул Африку и некоторое время жил в ФРГ. Когда президент Уганды Иди Амин посетил Западную Германию в феврале 1972 года, он договорился о встрече с королем Нтаре V и призвал его вернуться в свою страну под гарантии личной безопасности.  Сперва Нтаре перебрался в Уганду.
Нтаре V вернулся в Бурунди 30 марта 1972 года. Вскоре после этого хуту начали восстание против правительства и создали государство — Республика Мартиазо. Президент Уганды Иди Амин заявил, что получил от президента Мичомберо письменную гарантию того, что Нтаре сможет вернуться в Бурунди и жить там в качестве частного гражданина. В Уганде заявили, что сделали это, полагая, что бурундийский лидер будет приветствовать примирение с бывшим королем. Правительство Уганды опубликовало документы, в которых утверждается, что они получили гарантии безопасности Нтаре. Используя вертолет Иди Амина, Нтаре прибыл в Бурунди, и был сразу же помещен под домашний арест в бывшем дворце в Гитеге. Вскоре после этого в официальной радиопередаче было передано, что Нтаре попытался спровоцировать вторжение белых наемников в Бурунди с целью восстановить монархию.   Власти были уверены, что план переворота Нтаре V имел шансы на успех, ибо он располагал значительной агентурой внутри страны. По утверждению некоторых чиновников Бурунди, Нтаре V был предан угандийским президентом Иди Амином.   Некоторые министры предпочитали держать его под ограниченной защитой в Гитеге, в то время как другие хотели его казнить. Ситуация была неофициально разрешена, когда Нтаре был убит где-то между субботним вечером 29 апреля и следующим утром при обстоятельствах, которые до сих пор остаются неясными. Как предполагается, его возвращение и убийство стали результатом заговора, организованного министром иностранных дел в правительстве Мичомберо Артемоном Симбананийе с целью навсегда исключить реставрацию монархии  
Национальное радио Бурунди (RNB Broadcasting) объявило, что король был застрелен при попытке сбежать из дворца, где он находился «под арестом». Сторонники короля утверждали, что его забрали из королевского дворца и расстреляли, а затем бросили его тело в общую могилу. Тем временем восстание хуту было подавлено силами Мичомберо. В результате последовавшей войны и геноцида погибло от 80,000 до 210,000 человек. 

## Версии гибели Нтаре V
Историк Рафаэль Нтибазонкиза последовательно представил три версии убийства Нтаре V:
- «монархический» заговор;
- «империалистический» международный заговор;
- «племенной» заговор;[54]

По словам управляющего Службы национальной безопасности («Surêté nationalale») путаница в отношении атаки «монархистов» была вызвана тем, что нападавшие из военного лагеря Гитега кричали: «Спасите Мвами!». И это, по его словам, было использовано "некоторыми политиками".
Но, ненадежность (не говоря уже о бессмысленности) свидетельств о том, что произошло в Гитеге, делает это утверждение хрупким. Надо также принять к сведению элементы дезинформации, и деятельность активистов хуту, которые активно поддержали этот слух.
В любом случае, уже известно, что ведущая группа в составе Артемона Симбананийе была одержима приоритетом (искренне или расчетливо) этой опасностью, вплоть до пренебрежения предыдущей информацией о подготовке к восстанию хуту.